# 由起艶子
由起 艶子（ゆき つやこ、1926年3月12日 - ）は、日本の女優、声優。本名：伊藤 孝子。宮城県出身。

## 人物
1946年、文学座研究所に入所。1949年、劇団バラ座に入団。1951年、劇団七曜会に入団。1955年、文学座スタジオ劇団草の設立に参加。1958年、太平洋テレビジョン芸能部所属。その後は東京俳優生活協同組合、東京アーチストプロ、劇団NLT、希楽星に所属していた。

## 出演

### 映画
- エデンの海（1950年10月14日） - 江見 役
- 激動の昭和史 軍閥（1970年8月11日）
- 愛ふたたび（1971年5月22日） - みやの母 役
- 大地の子守歌（1976年6月12日） - 佐吉の妻 役
- 国会へ行こう!（1993年5月1日）

### テレビドラマ
- こども風土記―雪国―（1954年1月12日、NHK） - 語り手 役[6]
- ホームラン教室（1959年10月10日 - 1963年3月30日、NHK） - トオルの母 役[7]
- ここに人あり 第162話（1960年12月1日、NHK）[8]
- 決定的瞬間 第10話（1961年3月9日、日本テレビ）[9]
- 青年の樹 第55話（1962年7月2日、TBS）[10]
- 東芝日曜劇場（TBS）
  - あたしとあなた 第3作（1965年5月16日）[11]
  - 天国の父ちゃんこんにちは 第13作（1970年8月30日） - 林 役[12]
- 七人の刑事 第372話（1969年1月27日、TBS）[13]
- ゼロファイター 第13話（1969年6月29日、フジテレビ）[14]
- 特別機動捜査隊（テレビ朝日）
  - 第426話「鉄火芸者」（1969年12月31日） - 律子 役[15]
  - 第427話「日本人」（1970年1月7日） - 管理人 役[16]
  - 第452話「母恋し1,500キロ」（1970年7月1日）[17]
  - 第460話「砂の墓」（1970年8月26日） - 淑子 役[18]
  - 第649話「噂の女」（1974年4月10日） - 筆子 役[19]
  - 第661話「ある女刑事の逆襲」（1974年7月3日） - 主婦 役[20]
  - 第772話「妻と愛人のメロディー」（1976年9月8日） - 岩間夫人 役[21]
- 鬼平犯科帳 第1シリーズ 第46話「しかえし」（1970年8月18日、テレビ朝日） - 菊 役
- なんたって18歳! 第6話（1971年11月9日、TBS）[22]
- 女の坂道（1973年1月8日 - 3月2日、フジテレビ） - 玉枝 役[23]
- 大河ドラマ（NHK）
  - 勝海舟（1974年1月6日 - 12月29日）[24]
  - 春の波涛 第18話（1985年5月5日） - 老妓 役
  - いのち 第19話（1986年5月11日） - ヒサ 役
  - 独眼竜政宗 第28話（1987年7月12日） - 宗恩 役[25]
  - 信長 KING OF ZIPANGU 第48話（1992年12月6日）[26]
- 夜明けの刑事 第28話（1975年4月16日、TBS）[27]
- もうひとつの春 第4話（1975年4月24日、TBS）[28]
- 大都会 -闘いの日々- 第17話（1976年4月27日、日本テレビ）
- 太陽にほえろ!（日本テレビ）
  - 第230話「ピアノソナタ」（1976年12月10日） - 木暮裕子の実母 役[29]
  - 第270話「殿下とライオン」（1977年9月30日） - 上原夫人 役[30]
  - 第320話「翔べないカナリア」（1978年9月15日） - 女中 役[31]
  - 第335話「ある結末」（1978年12月29日） - アパート大家 役[32]
- 明日の刑事 第1話（1977年10月5日、TBS）[33]
- 同心部屋御用帳 江戸の旋風 最終話（1978年4月27日、フジテレビ）[34]
- 白衣の姉妹（1978年3月6日 - 5月5日、TBS）[35]
- 江戸の渦潮 第2話（1978年5月11日、フジテレビ）
- 若さま侍捕物帳 第15話（1978年9月14日、テレビ朝日） - おたき 役[36]
- 土曜ワイド劇場（テレビ朝日）
  - 白銀の死闘（1979年3月10日）[37]
  - 女弁護士 朝吹里矢子 第4作（1980年5月31日）[38]
  - 悪魔の花嫁（1980年7月26日）[39]
  - ひとり魔殺人事件（1991年5月11日）[40]
  - 俺たちの世直し強盗 第2作（1997年1月4日）[41]
- 西遊記II 第21話（1979年3月30日、日本テレビ） - 老婆 役[42]
- 芳べえ物語（1979年7月2日 - 9月28日、フジテレビ）[43]
- 女が職場を去る日（1979年11月10日、フジテレビ）[44]
- 木曜ゴールデンドラマ 恐怖！パニック!!人喰熊 史上最大の惨劇 羆嵐（1980年11月27日、日本テレビ）[45]
- 下町の空（1981年3月2日 - 5月1日、TBS）[46]
- 夫婦（1982年1月4日 - 3月5日、TBS） - 棚田菊子 役[47]
- 男!あばれはっちゃく 第93話（1982年1月23日）[48]
- 俺はご先祖さま 第10話（1982年2月14日、日本テレビ）[49]
- 火曜サスペンス劇場（日本テレビ）
  - 影なき殺意（1982年6月22日） - 辰子 役[50]
  - 故郷 天皇が振り向かれた時（1989年8月15日）[51]
  - 小京都ミステリー 第23作「水郷柳川殺人事件」（1998年8月25日）[52]
- ザ・ハングマン シリーズ（テレビ朝日）
  - ザ・ハングマンII[53]
    - 第11話「ヤミの談合ナマ中継」（1982年8月13日）
    - 第27話「癌殺人の恐怖!! 人体実験の女を救え」（1982年12月17日）

  - 新ハングマン[54]
    - 第15話「通り魔に夫の出世を賭ける妻」（1983年11月18日） - 被害者遺族 役
    - 最終話「女体を人体実験する悪魔の病院長」（1984年2月10日） - 管理人のおばさん 役
- ゴールデンワイド劇場 終りに見た街（1982年8月16日、テレビ朝日）[55]
- アイコ16歳 第1話（1982年9月1日、TBS） - 海の家のおばさん 役[56]
- ザ・サスペンス（TBS）
  - 偽造の太陽（1982年11月20日）[57]
  - 処女が見た（1984年4月14日）[58]
- 天まであがれ! 第6話（1982年5月15日、日本テレビ） - 患者 役
- 連続テレビ小説（NHK）
  - おしん 第108話（1983年8月6日） - 産婆 役[59][60]
  - はね駒 第11話（1986年4月18日） - おきん 役[61]
  - 天うらら（1998年）[62]
- 時代劇スペシャル 仕掛人・藤枝梅安（1983年11月3日、フジテレビ）[63]
- 私は許さない（1984年1月4日 - 2月3日、フジテレビ）[64]
- 妻たちの乱気流（1984年8月16日 - 9月27日、テレビ朝日）
- 忘却の愛（1985年3月4日 - 4月19日、TBS）[65]
- 月曜ワイド劇場（テレビ朝日）
  - 燃えて尽きたし（1985年4月15日）[66]
  - 再婚妻と非行少年（1985年7月22日）[67]
- 金曜女のドラマスペシャル OL三人旅シリーズ（フジテレビ）
  - 第1作「湯けむり殺人事件」（1986年5月9日）[68]
  - 第2作「日本海湯けむり殺人」（1986年10月10日）[69]
  - 第4作「台湾湯けむりツアー」（1988年6月17日）[70]
- 銭形平次（日本テレビ）[71]
  - 第31話「死神のあまい香り」（1987年11月10日）
  - 第34話「恐怖の手毬唄」（1987年12月1日）
- 今朝の秋（1987年11月28日、NHK）[72]
- 忠臣蔵・女たち・愛（1987年12月28日 - 12月29日、TBS）[73]
- 窓を開けますか? 第2話（1988年1月28日、フジテレビ）[74]
- 虹のある部屋（1988年7月16日、NHK）[75]
- OL博徒（1988年10月17日 - 10月20日、TBS）[76]
- 結婚行進曲（1989年1月2日、フジテレビ） [77]
- 愛しあってるかい! 第2話（1989年10月23日、フジテレビ）[78]
- ハートにブルーのワクチン（1989年12月16日、フジテレビ）[79]
- 火曜スーパーワイド お引っ越し 第2作（1990年1月23日、テレビ朝日）[80]
- びんた 最終話「時代を殴るには自分の素手がいい」（1990年3月27日、TBS）[81]
- 外科医有森冴子 第1シリーズ　第9話「青春のメモリー」（1990年6月9日、日本テレビ）
- 世にも奇妙な物語（フジテレビ）
  - 喪服の少女（1990年7月26日）[82]
  - 「1995年 秋の特別編 地獄のタクシー」（1995年10月4日）[83]
- 月曜ドラマスペシャル（TBS）
  - ある外科医の告白（1990年11月19日）[84]
  - 仙人のいたずら（1991年6月24日）[85]
- 女無宿人 半身のお紺 第4話「この涙お笑い下さい」（1991年1月27日、テレビ東京）[86]
- 金曜ドラマシアター「実録犯罪史 恐怖の24時間 連続殺人鬼 西口彰の最後」（1991年9月6日、フジテレビ） - 藤見はる江 役[87]
- ララバイ刑事'92 第15話「謎の密告電話!!美人外交官の秘められた過去」（1992年2月16日、テレビ朝日）
- 腕におぼえあり 第1シリーズ 第4話「夜鷹斬り」（1992年5月1日、NHK）[88]
- 北の国から'92巣立ち 後編（1992年5月23日、フジテレビ）[89]
- 真夏の出来事（1992年7月13日 - 8月28日、フジテレビ）[90]
- 金曜エンタテイメント（フジテレビ）
  - これから 海辺の旅人たち（1993年5月21日）[91]
  - 課長島耕作 第3作「ヒット曲の合間から聞こえる "人殺し" の叫び声…歌い手の女優にかけられた恐怖の殺人呪いとは!?」（1994年10月28日）[92]
- 素晴らしきかな人生 第1話（1993年7月1日、フジテレビ）[93]
- はやぶさ新八御用帳（NHK）[94]
  - 第1話「平岩弓枝の新作時代劇・大奥の恋人」（1993年9月3日）
  - 第2話「敵か見方か」（1993年9月10日）
- 時をかける少女 第2話「バスルームの告白」（1994年2月27日、フジテレビ）[95]
- 人生は上々だ 第10話「さらば友よ」（1995年12月15日 、TBS）[96]
- 大往生 第3話「オールド・ブラック・ジョー」（1996年4月21日、NHK-BS2）[97]
- Age,35 恋しくて 第9話「そして運命の扉が開く」（1996年6月13日、フジテレビ）[98]
- 黄落（1997年5月1日、テレビ東京）[99]
- こんな恋のはなし 第10話「あなたを守る」（1997年9月4日、フジテレビ）[100]
- WITH LOVE 第9話「全てを打ち明けて」（1998年6月9日、フジテレビ）[101]
- ひとりぼっちの君に 第9話「ガキも歩けば棒にあたる」（1998年8月27日、TBS）[102]
- 古畑任三郎 第3シリーズ 第3話「古畑、風邪をひく（灰色の村）」（1999年4月20日、フジテレビ） - 老婆 役
- 氷の世界 第6話「日本海殺人事件」（1999年11月15日、フジテレビ）[103]
- ショカツ 第5話「痛恨の捜査ミス!? 逃げた放火魔」（2000年5月9日、フジテレビ）[104]
- 介護ビジネス 前編・後編（2001年3月10日・3月17日、NHK）[105]
- 恋するトップレディ 第4話「忘れられない人…」（2002年1月29日、フジテレビ） - 前田タエ 役[106]
- 女と愛とミステリー 犯罪交渉人ゆり子 第2作「水上温泉立てこもり事件」（2002年4月3日、テレビ東京） - 老人ホーム入居者 役[107]
- 天体観測 第6話「裏切り」（2002年8月6日、フジテレビ）[108]
- TRICK〜Troisième partie〜 第3シリーズ 第4話「スリットに潜む罠〜瞬間移動の謎解決編」（2003年11月6日、テレビ朝日） - 亀山鶴子 役[109]
- 渡る世間は鬼ばかり （TBS）
  - 第7シリーズ 第2話（2004年4月8日）
  - 第7シリーズ 第4話（2004年4月22日）
  - 第7シリーズ 第11話（2004年6月10日）
  - 第7シリーズ 第41話（2005年1月20日）
- ホットマン スペシャル（2004年4月14日、TBS）[110]
- 和田アキ子 特別企画ドラマ ザ・介護番長（2005年4月2日、TBS）[111]
- 刑事部屋〜六本木おかしな捜査班〜 第3話「大きなお世話、小さな真心」（2005年7月20日、テレビ朝日） - 坂巻尋 役[112]
- 水曜ミステリー9 警察署長・たそがれ正治郎 第2作「隅田川殺意の連鎖」（2006年3月15日、テレビ東京）
- DRAMA COMPLEX 塀の中の懲りない女たち 〜宇都宮刑務所2006（2006年5月23日、日本テレビ） - 受刑者 役[113]
- PS羅生門 警視庁東都署 第5話「女は顔なのか!! コンビニ強盗生死を分けた真相…」（2006年8月2日、テレビ朝日）[114]

### オリジナルビデオ
- 稲川淳二・怪奇心霊実話 凍りつく病棟（1992年7月21日、大陸書房）

### テレビアニメ
1968年
- ゲゲゲの鬼太郎（第1作）（1968年）
- あかねちゃん

2000年
- ∀ガンダム（娘）

2003年
- TEXHNOLYZE（老婆C）

### 吹き替え
- ひとすじの道 第9話「グランシー将軍の病院」（1961年） - ルース・リー
- 狼男（1964年）
- 聖衣（フジテレビ版）（1971年）
- 底抜け00の男（1971年）
- 昨日・今日・明日（1972年）
- 若草物語（テレビ東京版）（1972年） - ハンナ（演：エリザベス・パターソン）
- 危機一髪 殺しの追跡（1972年） - マクマレー夫人（演：ペギー・ネイサン）
- 真夜中のカーボーイ（テレビ朝日版）（1975年）
- スインガー（1975年） - コーラ（演：ニディア・ウェストマン）
- レ・ミゼラブル（1981年） - 副院長（演：フローラ・ロブソン）
- アガサ・クリスティー 魔術の殺人（1991年） - キャリー・ルイーズ（演：ベティ・デイヴィス）
- ER緊急救命室
  - 第1シーズン 第21話「試練のとき」（1996年） - サリ（演：ジューン・C・エリス）
  - 第2シーズン 第7話「地獄からの救出」（1997年） - リブレット（演：エレン・アルベルティーニ・ダウ）
  - 第4シーズン 第2話「新しいこと」（1999年） - エステル・ウェッブ（演：ヴィオラ・ケイツ・スティンプソン）
  - 第5シーズン 第18話「原点」（2000年） - キャシー・ブレナン（演：コニー・ソーヤー）

### 特撮
- 仮面ライダー（テレビ朝日）
  - 第35話「殺人女王蟻アリキメデス」（1971年11月27日） - アリキメデス（声） 役[117]
  - 第76話「三匹の発電怪人シードラゴン!!」（1972年9月9日） - 駄菓子屋の女主人 役[118]
  - 第96話「本郷猛 サボテン怪人にされる!?」（1973年1月27日） - 主婦 役
- 人造人間キカイダー 第22話「シロノコギリザメ 悪夢の12時間」（1972年12月9日、テレビ朝日） - 団地の住人 役
- キカイダー01 第35話「振袖娘ビジンダー地獄絵巻」（1974年1月12日、テレビ朝日） - ミヨコの母 役
- がんばれ!!ロボコン 第13話「ヘモギョギョ! ロボットなんて大嫌い」（1974年12月27日、テレビ朝日） - 町の住民 役[119]
- 秘密戦隊ゴレンジャー（テレビ朝日）[120]
  - 第34話「黄色いスパイ戦！見たかYTCの威力」（1975年12月20日） - 街のおばさん 役
  - 第59話「真赤な南国！謎のゴールド大作戦」（1976年9月4日） - 中林の妻 役
- コメットさん 第40話「星で書かれた子守歌」（1979年3月12日、TBS） - 三吉の母 役

### ラジオ
- 織田信長

### その他
- ニュードキュメンタリードラマ昭和 松本清張事件にせまる 第4回「人間失格 太宰治」（1984年5月3日、テレビ朝日）

## 方言指導
- 渡る世間は鬼ばかり 第7シリーズ 第17話（2004年7月22日、TBS）[121]